# Rostislav Koštial
Rostislav Koštial (* 21. října 1960 Valtice) je český politik a vinohradník, v letech 2018 až 2024 senátor za obvod č. 56 – Břeclav, v letech 2004 až 2008, 2012 až 2020 a od roku 2024 zastupitel Jihomoravského kraje, v letech 2006 až 2022 starosta města Mikulov na Břeclavsku, člen ODS.

## Život
Po absolvování střední zemědělské technické školy v Mikulově pracoval na státním statku, poté se živil jako soukromník v zemědělství.
Rostislav Koštial žije ve městě Mikulov na Břeclavsku. Je ženatý, s manželkou mají dvě děti. K jeho zálibám patří fotografování, jízda na kole, práce na zahradě a kolem rodinného domu.

## Politická kariéra
V komunálních volbách v roce 1994 kandidoval jako nestraník za ODS do Zastupitelstva města Mikulov, ale neuspěl. V průběhu 90. let se stal členem ODS. Ve volbách v roce 1998 vedl z pozice člena ODS kandidátku "Sdružení nezávislých kandidátů", a to i přesto, že byla sestavena vlastní kandidátka ODS. Opět však neuspěl. Nepodařilo se mu to ani po třetí ve volbách v roce 2002, již na kandidátce ODS. Zastupitelem města se tak stal až ve volbách v roce 2006, kdy kandidátku ODS vedl. Navíc byl také zvolen starostou města. Mandáty zastupitele a následně i starosty města pak obhájil ve volbách v letech 2010, 2014 a 2018. V komunálních volbách v roce 2022 kandidoval do zastupitelstva Mikulova z 2. místa kandidátky ODS. Mandát zastupitele města se mu podařilo obhájit, starostou však již zvolen nebyl. Dne 24. října 2022 se novou starostkou města stala Jitka Sobotková.
V krajských volbách v roce 2004 byl zvolen za ODS zastupitelem Jihomoravského kraje. Ve volbách v roce 2008 se mu však nepodařilo mandát obhájit. Do krajského zastupitelstva se tak vrátil až po volbách v roce 2012 a ve volbách v roce 2016 mandát obhájil. Působil jako člen výboru finančního, člen výboru pro regionální rozvoj a člen výboru pro meziregionální vztahy. Ve volbách v roce 2020 již nekandidoval.
Ve volbách do Poslanecké sněmovny PČR v roce 2010 kandidoval za ODS v Jihomoravském kraji, ale neuspěl. Původně měl kandidovat také ve volbách v roce 2013, ale místa se sám vzdal, jelikož měl jiný názor na obrodu strany. Znovu pak kandidoval ve volbách v roce 2017, ani tentokrát však neuspěl (skončil jako první náhradník).
Ve volbách do Senátu PČR v roce 2018 kandidoval za ODS v obvodu č. 56 – Břeclav. Se ziskem 27,11 % hlasů vyhrál první kolo voleb a ve druhém kole se utkal s nestraníkem za hnutí ANO 2011 Liborem Nazarčukem. Toho porazil poměrem hlasů 64,03 % : 35,96 % a stal se senátorem.
V Senátu je členem Senátorského klubu ODS a TOP 09, Výboru pro hospodářství, zemědělství a dopravu, Podvýboru pro zemědělství Výboru pro hospodářství, zemědělství a dopravu, je rovněž místopředsedou Stálé komise Senátu pro rozvoj venkova a předsedou Stálé komise Senátu VODA – SUCHO.
Ve volbách do Senátu PČR v roce 2024 obhajoval za ODS v rámci koalice SPOLU (tj. ODS, KDU-ČSL a TOP 09) mandát senátora v obvodu č. 56 – Břeclav. Se ziskem 22,29 % hlasů skončil na 3. místě, nepostoupil tak ani do druhého kola a mandát senátora neobhájil. Nicméně byl v krajských volbách v září 2024 zvolen jako člen ODS v rámci koalice „SPOLU“ (tj. ODS, KDU-ČSL a TOP 09) zastupitelem Jihomoravského kraje.